# 桂木
桂木（学名：Artocarpus nitidus sp. lingnanensis）为波罗蜜属光叶桂木下的一个亚种。

## 扩展阅读
- 維基物種上的相關：桂木